# Montignoso
Montignoso (Muntignoso nel dialetto locale) è un comune italiano di 10 087 abitanti della provincia di Massa-Carrara in Toscana. Il comune è situato tra la Riviera Apuana e la Versilia.

## Geografia fisica

### Territorio
Montignoso è privo di un centro comune, ma ogni frazione ha una sua particolare indipendenza dalle altre. Il municipio si trova in località Piazza, ma la frazione che ha più abitanti e la maggiore presenza di esercizi commerciali è quella di Capanne. Cinquale è la frazione con la quale Montignoso si affaccia sul Mar Ligure; qui da alcuni anni è presente un moderno porticciolo turistico (porticciolo del Cinquale). Renella rappresenta la "cittadella dello sport" del comune; in questa frazione si trova infatti lo stadio comunale. Il comune, fino al 2008 faceva parte della Comunità montana Alta Versilia.

### Clima
- Diffusività atmosferica: bassa, Ibimet CNR 2002

## Storia
L'antico castello feudale di Aginulfo, oggi Castello Aghinolfi, posto sul colle dell'attuale centro, è stato il primo insediamento moderno dell'abitato. Punto strategico di osservazione militare, dapprima dei Liguri Apuani, poi come "torre di avvistamento" durante l'espansione romana verso le Gallie (Giulio Cesare) e più tardi avamposto dei territori bizantini della Lunigiana, fu costruito con il tipico mastio ottagonale di matrice longobarda, verosimilmente al tempo di Autari, Agilulfo e Teodolinda.

Notizie storiche incontrovertibili si hanno a partire dall'anno 753, quando Astolfo, re dei Longobardi, donò al cognato Anselmo, fondatore e primo abate dell'Abbazia di Nonantola, un oliveto presso il Castello Aghinolfi allo scopo di fornire olio per i lumi della Chiesa.

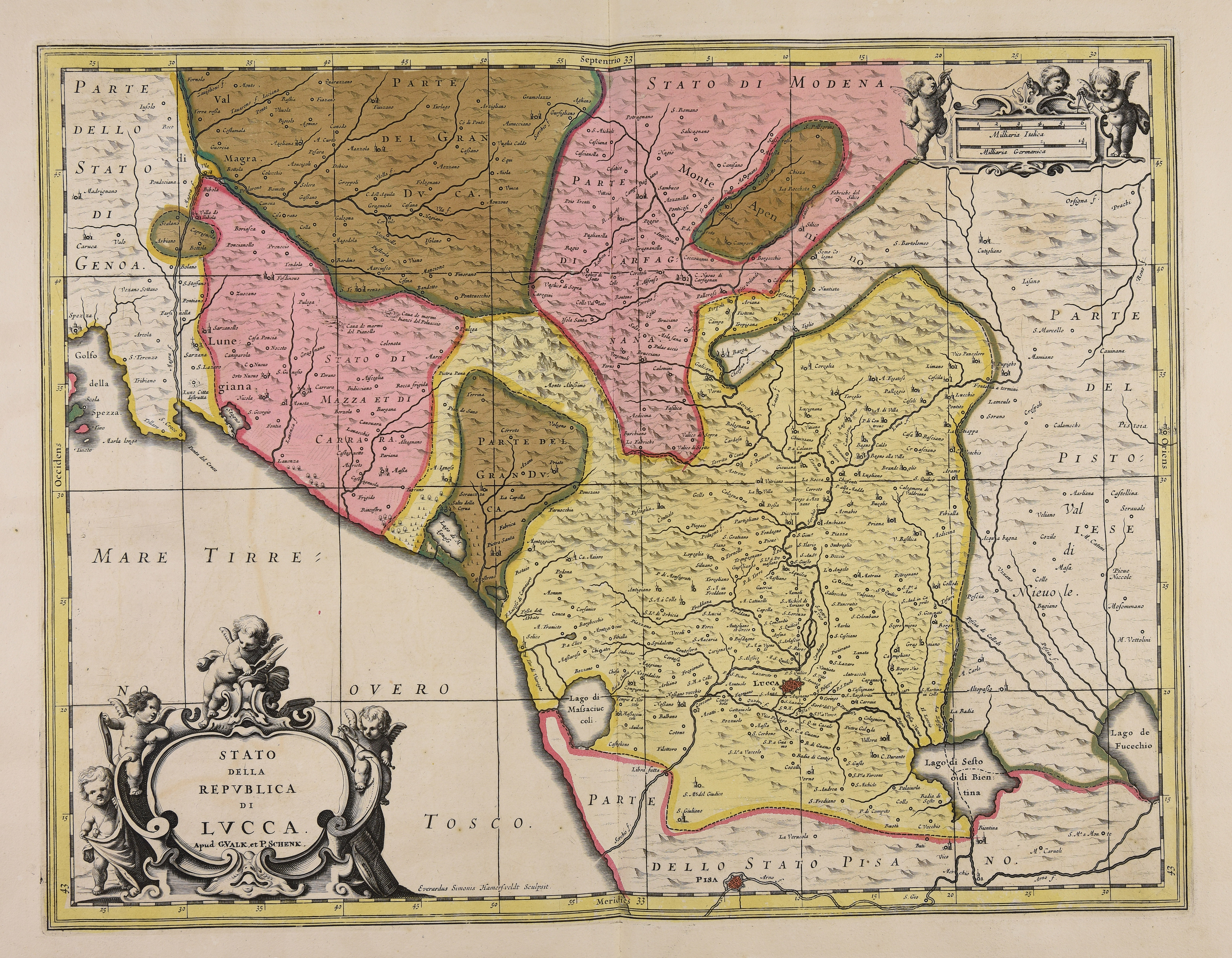
Il territorio di Montignoso (in giallo come il resto della Repubblica di Lucca) stretto tra il capitanato di Pietrasanta (Granducato di Toscana) e il Ducato di Massa, nella seconda metà del Seicento

Sede di una potente consorteria nobiliare verso la fine del X secolo Montignoso era in parte possedimento del vescovo di Luni. Dal XIII secolo divenne la sede stabile dei Nobili di Corvaia e Vallecchia che ricostruirono la rocca in quel territorio chiamato Massa Versiliae (Versilia Massese).
Conteso tra Pisa, Lucca, Genova, Firenze, dal XIII secolo fu annesso ai domini lucchesi nella vicaria di Pietrasanta. Montignoso rimase possesso lucchese anche quando Pietrasanta nel 1514 fu conquistata dai fiorentini, divenendo sostanzialmente una exclave di Lucca. Dopo un cruento scontro nel 1538 con Massa le sorti del centro rimasero immutate fino alla rivoluzione francese. La Repubblica di Lucca, fino al XVIII secolo, curò con attenzione l'antico castello, che venne ammodernato e prese il nome di Fortezza di San Paolino (dal nome di uno dei patroni della città di Lucca).
Napoleone lasciò il territorio sotto il governo lucchese dei Baciocchi, che si premurarono a bonificare la fascia costiera dalle paludi.
Dopo il Congresso di Vienna Montignoso rimase nel Ducato di Lucca fino al 1847 quando, in seguito al trattato di Firenze, fu ceduto, nonostante un diffuso malcontento, al Ducato di Modena e Reggio, cui restò unito fino all'Unità d'Italia.
Nel 1938 il comune di Montignoso riprese con se il forte Leopoldo del Cinquale (prima sotto Pietrasanta Forte dei Marmi) e venne fuso assieme ai comuni di Massa e di Carrara nel comune di Apuania, poi soppresso nel 1946.
Durante l'ultimo conflitto il comune di Montignoso, trovandosi sulla Linea Gotica, subì numerose devastazioni compresa la distruzione del forte Leopoldo e del ponte antistante ed è stato insignito di medaglia d'oro al Valore Civile.

### Simboli

Altra versione dello stemma, presente sul gonfalone

Nello stemma comunale sono raffigurati tre monti, cimato ciascuno da una rosa rossa. Il gonfalone è un drappo di azzurro.

## Monumenti e luoghi d'interesse

### Architetture religiose
- Chiesa dei Santi Vito e Modesto
- Chiesa di Sant'Eustachio, situata nella frazione omonima.
- Chiesa di Santa Maria della Rosa
- Chiesa di Santa Maria Regina della Pace, (Pasquilio), dedicata al culto di Santa Maria della Pace, costruita dai partigiani Patrioti Apuani e poi rimodernata in bugnato nel secondo dopoguerra

### Architetture militari
- Castello Aghinolfi

### Architetture civili
- Villa Giorgini Schiff

## Società

### Evoluzione demografica
Abitanti censiti

## Geografia antropica

### Frazioni

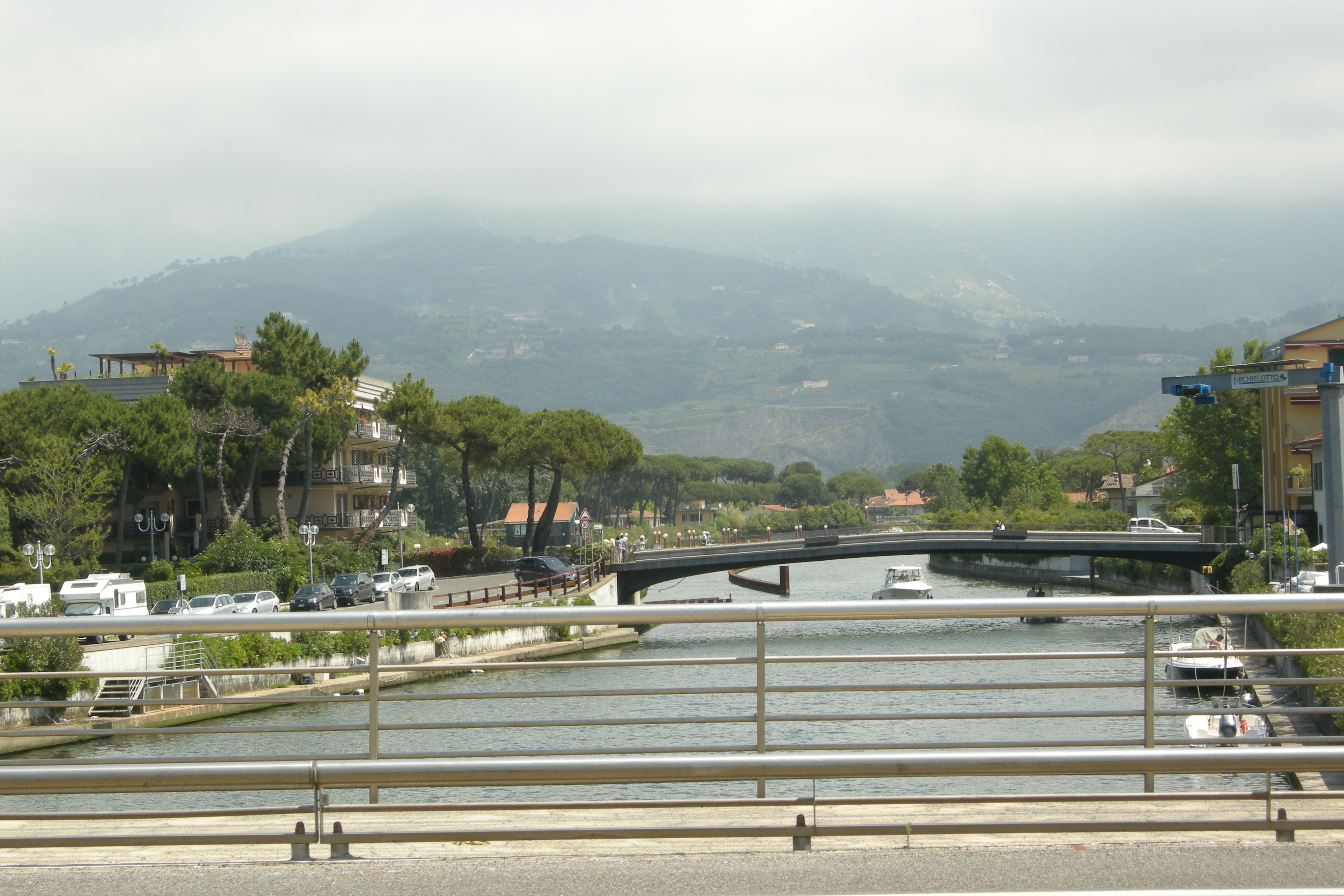
Uno scorcio di Cinquale

Le frazioni del comune di Montignoso sono dieci.
- Capanne
- Cerreto
- Cervaiolo
- Cinquale
- Debbia
- Pasquilio
- Piazza (sede comunale)
- Prato
- Renella
- San Eustachio

Altre località minori, disseminate in tutto il territorio comunale, sono quelle di Appiato, Bordonaschio, Bregoscia, Castagneta, Corsanico, Palatina, Palmenzone, Rosoleto, Santa Croce, Serra, Vietina.

## Infrastrutture e trasporti
Montignoso è servita dalla rete di autolinee in servizio di trasporto pubblico locale gestita dalla società CTT Nord.
Pur essendo interessata dal passaggio della ferrovia ligure, le relazioni regionali Trenitalia svolte nell'ambito dei contratti di servizio stipulati con la Regione Toscana, denominate anche "Memorario", non servono tuttavia il comune, la cui fermata ferroviaria risulta chiusa dal 1990.

## Amministrazione
Di seguito è presentata una tabella relativa alle amministrazioni che si sono succedute in questo comune.
| Periodo          | Periodo         | Primo cittadino      | Partito                                       | Carica      | Note   |
| ---------------- | --------------- | -------------------- | --------------------------------------------- | ----------- | ------ |
| 17 novembre 1989 | 12 ottobre 1990 | Piero Sacchetti      | Partito Comunista Italiano                    | Sindaco     | [ 12 ] |
| 12 ottobre 1990  | 12 gennaio 1993 | Marco Gianfranceschi | Partito Socialista Democratico Italiano       | Sindaco     | [ 12 ] |
| 12 gennaio 1993  | 7 giugno 1993   | Renato Saccone       | -                                             | Comm. pref. | [ 12 ] |
| 7 giugno 1993    | 28 aprile 1997  | Narciso Buffoni      | Partito Democratico della Sinistra            | Sindaco     | [ 12 ] |
| 28 aprile 1997   | 14 maggio 2001  | Narciso Buffoni      | centro-sinistra (liste civiche)               | Sindaco     | [ 12 ] |
| 14 maggio 2001   | 30 maggio 2006  | Federico Binaglia    | centro-sinistra (liste civiche)               | Sindaco     | [ 12 ] |
| 30 maggio 2006   | 16 maggio 2011  | Federico Binaglia    | centro-sinistra (liste civiche)               | Sindaco     | [ 12 ] |
| 16 maggio 2011   | 6 giugno 2016   | Narciso Buffoni      | centro-sinistra (lista civica) Per Montignoso | Sindaco     | [ 12 ] |
| 6 giugno 2016    | 4 ottobre 2021  | Gianni Lorenzetti    | Insieme per Montignoso (PD-PSI-SEL-PRC)       | Sindaco     | [ 12 ] |
| 4 ottobre 2021   | in carica       | Gianni Lorenzetti    | lista civica Verso nuovi traguardi            | Sindaco     | [ 12 ] |

## Sport
La principale squadra di calcio della città è l'A.S.D. Unione Montignoso 2005, che ha sempre militato in campionati di livello dilettantistico.
A livello giovanile la principale società calcistica è l'Academy Massa Montignoso - campione provinciale nel 2016 nella categoria Esordienti Fair Play .
Lo stadio comunale della Renella ha una tribuna che può ospitare circa 200 spettatori ed è dotato di servizi igienici anche per persone diversamente abili; il campo di calcio è circondato da una pista di atletica ed è dotato di spogliatoi per quattro squadre e per la terna arbitrale. L'impianto ospita, nel periodo di Pasqua, alcune partite del Torneo internazionale di calcio Alpi Apuane Memorial dottor Michele Aliboni. Nel 2019 sono stati ultimati i lavori relativi alla realizzazione del campo a 11 in materiale sintetico e di un campo per il calcio a 5.
A livello ciclistico nel comune di Montignoso vengono organizzati due eventi internazionali di particolare rilievo: Trofeo Francesco Buffoni (a settembre), riservato alla categoria Juniores, e Trofeo Oro in Euro - Women's Bike Race (a marzo), gara riservata alle donne professioniste.
Negli ultimi anni, sul territorio comunale, è attiva una squadra giovanile di minibasket, il Centro Minibasket Montignoso, che disputa i propri allenamenti nella nuova palestra scolastica in località Cinquale .